# 5 a. C.
El año 5 a. C. fue un año común comenzado en lunes o martes (las fuentes difieren) del calendario juliano. También fue un año bisiesto comenzado en sábado del calendario juliano proléptico. En aquella época, era conocido como el Año del consulado de  Augusto y Sila (o menos frecuentemente, año 749 Ab urbe condita).

## Acontecimientos
- Año asignado tradicionalmente, por las fuentes convencionales, a la Anunciación.
- El nacimiento de Jesús de Nazaret es tradicionalmente situado en este tiempo, estimado en fechas como el 29 de septiembre (Véase enlace) o el 23 de marzo.

## Nacimientos
Las fechas de nacimiento de Juan el Bautista (véase 8 a. C.) y Jesús no son realmente conocidas, pero 5 a. C. a menudo es considerado el año. La fiesta del Pésaj (alrededor del 21 de abril) se cita como una fecha (probable) para el nacimiento de Cristo, asumiendo que ésta es relevante para demandar ser el Mesías, o que su cumpleaños esté relacionada con el Pésaj (ver 33)
- Juan el Bautista
- Jesús de Nazaret